# Sheva Alomar
Sheva Alomar (シェバ・アローマ Sheba Arōma?) es un personaje ficticio de la saga de videojuegos de Resident Evil, del género survival horror, desarrollado por la compañía japonesa Capcom. Sheva hace su primera aparición en Resident Evil 5, como una agente paramilitar de la organización ficticia BSAA y compañera de Chris Redfield en el videojuego. Este personaje fue interpretado por Naja Hill en la Campaña Viral de Resident Evil 5 aunque su captura de movimiento y doblaje fueron realizados por Karen Dyer.

## Biografía

### Infancia e incidente en la planta de Umbrella
De origen humilde, Sheva Alomar nació en un pequeño pueblo industrial africano. Cerca de su hogar, se erigía una de las plantas, específicamente la Planta 57, perteneciente a la poderosa corporación farmacéutica transnacional Umbrella. Debido a que la economía del pueblo giraba en torno a la planta, ésta generaba empleo e ingresos para el 80% de la población, entre los que se incluía a los padres de Sheva. Vivió una infancia feliz y tranquila a pesar de la pobreza y necesidades de la zona.
Cuando tenía 8 años y encontrándose cerca del trabajo de sus padres, la planta de Umbrella fue destruida en un ataque propiciado por un escuadrón de fuerzas especiales de la misma compañía y todos los trabajadores murieron en el incidente. Los testigos adultos fueron ejecutados por estas tropas y Sheva logró salvarse gracias a un vecino que la llevó devuelta a su hogar. Quedó huérfana y un tío se hizo cargo de ella, llevándola a vivir con su familia. Su situación económica era peor y con siete niños más, el familiar sólo recurrió a Sheva con la esperanza de obtener una compensación económica por la catástrofe. Umbrella nunca indemnizó a las víctimas y la situación de Alomar se hizo insostenible en un hogar con carencias económicas y emocionales.

### Adolescencia y actividad militar
Una noche, Sheva se escapó de la casa de su tío y marchó a la ciudad donde vivía con sus padres, pero mientras atravesaba la sabana, cayó desmayada producto del cansancio y la malnutrición. Fue rescatada por un misterioso hombre que pertenecía a las guerrillas que luchaban contra el Gobierno local. Fue esta misma persona quien le comunicó que el incidente en la planta de Umbrella fue causado adrede en un intento por encubrir las verdaderas investigaciones con tecnología en armas bio-orgánicas de Umbrella. En el siniestro participaron las fuerzas de la compañía ayudadas por el ejército del Gobierno y en él fallecieron todos los empleados. Durante muchos años Sheva trabajó para las guerrillas en un intento de forjarse una identidad, construir un hogar y encauzar su odio hacia Umbrella y el gobierno. Un día, mientras estaba en la ciudad comprando suministros para su escuadrón, Sheva se encontró con un misterioso hombre que le dijo que las guerrillas cerrarían un trato con un enviado de Umbrella para derrocar al gobierno a cambio de armas bio-orgánicas, y a continuación le pidió a Sheva que lo ayudara a evitar que el trato se consolidase. Sheva cumplió la tarea debido a su prioridad de perjudicar a Umbrella por sobre su hermandad con la guerrilla. El benefactor, quien era un emisario estadounidense, la envió a Estados Unidos donde Sheva comenzó a destacar por su inteligencia y en solo 6 meses dominó el inglés. Tras licenciarse en una universidad, Sheva se unió a la BSAA y fue asignada a una unidad dirigida por el capitán Josh Stone en la BSAA África. Más tarde sería enviada a escoltar a Chris Redfield de la división BSAA Norteamérica en una misión en la aldea africana Kijuju.

## Características

### Personalidad
Sheva es una persona que demuestra tener una valentía y un gran sentido de la justicia al igual que Chris. Con la muerte de sus padres en un accidente de una fábrica a causa de una compañía farmacéutica (Umbrella), a Sheva le resulta difícil controlarse con los temas de armas biológicas y espera que los terroristas (en especial los que trabajen para Umbrella) paguen por todo lo que hicieron a su gente y por asesinar a sus padres.

### Apariencia
Sheva Alomar tiene el cabello oscuro, ojos castaños claros y piel  morena. Tiene un físico exuberante, y de figura delgada. Domina las armas de fuego y su físico le permite realizar ataques rápidos en combate cuerpo a cuerpo. Tiene tatuado "Shujaa" en el brazo, qué traducido al árabe significa "guerrero" o en suajili "hero-e".

### Apariciones
- Resident Evil 5 (protagonista secundaria).
- Dead by Daylight (skin legendaria para Jill Valentine).